# Nebttaui
Nebttaui, també Nebtaui o Nebettawy, (Nb.t-t3wj, "Amant dels dos països") fou una reina egípcia, filla de Seti I.
Es va casar com era tradicional amb son germà Ramsès II però mai va passar d'esposa secundària.
Està enterrada a la tomba QV60 de la Vall de les Reines.